# Alypius van Antiochië
Alypius van Antiochië was een geograaf en vicarius uit Brittannië van circa 350 n.Chr. Als vicarius nam hij de positie over van Flavius Martinus na diens zelfmoord, en zijn regering wordt vermeld door Ammianus Marcellinus (XXIII 1, 3).
Alypius kwam uit Antiochië, diende onder keizer Constantius II en werd wellicht aangesteld als vicarius om te voorkomen dat niemand met westerse banden heerste in Brittannië in tijden van wantrouwen, rebellie en onderdrukking, verpersoonlijkt door de wrede keizerlijke klerk Paulus Catena. Mogelijk heeft hij moeten reageren tegen de opstand van usurpator Carausius II. Daarna werd hem opgedragen om de Tempel van Jeruzalem te herbouwen als onderdeel van keizer Julianus' poging om de opmars van het christendom te stoppen en het heidendom te herstellen. Twee brieven van Julianus aan Alypius zijn bewaard gebleven. In ene wordt de vicarius verzocht om naar Rome te komen. In de andere wordt hij bedankt voor zijn geografische traktaat, dat niet is overgeleverd.